# PerspectieF
PerspectieF, ChristenUnie-jongeren, is de jongerenorganisatie van de ChristenUnie en is op 23 september 2000 ontstaan uit een fusie van RPF-jongeren en GPJC, de jongerenorganisaties van de RPF en GPV.
PerspectieF heeft circa 1540 leden (2020) tussen de 12 en 30 jaar en is daarmee een middelgrote politieke jongerenorganisatie in Nederland.

## Structuur
De vereniging staat onder leiding van een algemeen bestuur. Daarin hebben zitting:
- Bestuurslid Politiek
- Bestuurslid Opleiding
- Bestuurslid Lokaal en Leden
- Bestuurslid Internationaal
- Secretaris
- Penningmeester
- Voorzitter

Het bestuur kiest elk jaar een vicevoorzitter uit haar midden.
Binnen de vereniging bestaan er een politieke denktank en politieke projecten. Deze vallen onder het bestuurslid Politiek, verantwoordelijk voor de politieke koers van PerspectieF.
Daarnaast is de vereniging op lokaal niveau actief door middel van jongerenambassadeurs. Dit zijn leden die lokaal actief zijn, maar verbonden aan de lokale fractie en bestuur. Binnen de lokale ChristenUnie agenderen deze ambassadeurs thema's over jongeren, organiseren zij politieke acties en activiteiten voor jongeren op lokaal niveau en borgen zij de verjonging van de lokale kiesvereniging.
PerspectieF organiseert verschillende activiteiten, zowel voor leden als niet-leden. In het leiderschapsprogramma, landelijke excursies en de internationale activiteiten probeert de vereniging jongeren te verbinden met christelijke politiek en wordt een 'hoge kwaliteit' nagestreefd.
PerspectieF is aangesloten bij verschillende verbanden, waaronder het internationale netwerk Youth of the European People's Party (YEPP), het Christelijk Sociaal Jongeren Congres en het Young NIMD (de jongerentak van het -NederlandsInstituut voor Meerpartijendemocratie (NIMD). Tot eind 2006 maakte zij ook deel uit van de Nationale Jeugdraad, en tot 2025 van het European Christian Political Youth Network.

## Acties
- In de zomer van 2003 hield PerspectieF de actie "Stop de Porno", waarbij aan winkels de oproep werd gedaan om blootbladen uit de schappen te weren, of in ieder geval te voorzien van een kaftje.
- In juli 2004 nam PerspectieF samen met andere politieke jongerenorganisaties uit verscheidene Europese landen te Kortenberg (België) het initiatief tot het European Christian Political Youth Network.
- In oktober 2004 organiseerde PerspectieF samen met de Gehandicaptenraad een rolstoelbasketbalwedstrijd tussen het Paralympicsteam en een team van bekende Nederlanders, onder wie André Rouvoet en Wouter Bos, om aandacht de vragen voor de gehandicaptensport in Nederland.
- In oktober 2004 liep PerspectieF mee in een grote vakbondsdemonstratie om te protesteren tegen het beleid van het kabinet. Hier nam de ChristenUnie toen publiekelijk afstand van.
- In december 2005 organiseerde PerspectieF het "Groot dictee der dyslexie", waaraan verschillende schrijvers en politici meededen. PesrpectieF presenteerde haar onderwijspakket om scholen te helpen beter met dyslexie om te gaan.
- In maart 2006 deed PerspectieF-voorzitter Rogier Havelaar aangifte tegen de website GeenStijl, omdat zij verschillende aanstootgevende artikelen hadden geschreven naar aanleiding van een column van zijn hand over webcamseks. Op de site hadden verschillende bezoekers uitspraken gedaan waaraan Havelaar zich had gestoord.
- In maart 2008 organiseerde PerspectieF een kroegentocht waarin zij een 10-puntenplan presenteerde om uitgaan in Nederland leuk te maken en leuk te houden.
- In 2008 en 2009 maakte PerspectieF zich sterk voor vrijheid in Wit-Rusland.
- In 2009 vestigde PerspectieF de aandacht op de voor- en nadelen van de regeringsdeelname van de ChristenUnie door middel van de actie "Houd de ChristenUnie scherp!"
- In 2010 vroeg PerspectieF met de 'oorbehoedsmiddelen' aandacht voor jongeren die geluidsoverlast ondervinden in uitgaansgelegenheden. Met het uitreiken van gratis oordopjes zou de overlast minder worden en konden jongeren uitgaan zonder langdurige gehoorschade op te lopen.
- In 2012 demonstreerde PerspectieF op het Binnenhof met een groot spandoek met leuzen over godsdienstvrijheid tegen het mogelijke verbod op rituele slacht.
- In 2013 bedankte PerspectieF koningin Beatrix voor haar actieve periode als staatshoofd door haar bij haar bezoek aan Utrecht te verwelkomen met grote oranje borden met de teksten 'Bedankt! Koningin Beatrix' en 'Leve de Monarchie. Juist in 2013!'.
- In 2013 bood PerspectieF klanten van grote winkelketens de mogelijkheid om een kaart te sturen waarin werd opgeroepen de omstandigheden waarin kleding wordt geproduceerd te verbeteren.
- In 2019 nam PerspectieF initiatief voor Coalitie-Y. In samenwerking met de ChristenUnie en enkele andere jongerenorganisaties werd gepoogd de positie van jongeren in Nederland te verbeteren. Coalitie-Y kon op steun rekenen van de PvdA en GroenLinks.
- In 2020 nam PerspectieF initiatief voor #nietwegkijken, een actie van Politieke Jongerenorganisaties om aandacht te vragen voor de onderdrukking van de Oeigoerse minderheid in China.
- In 2023 organiseerde PerspectieF het #tentprotest om de situatie in het aanmeldcentrum van Ter Apel aan te kaarten. Een aantal leden kampeerde samen met andere belangenorganisaties voor het aanmeldcentrum onder de zinspreuk 'Nooit meer buiten slapen'.

## Engel van het Jaar
In 2006 begon PerspectieF met het uitreiken van een prijs voor de politicus van een niet-christelijke partij die zich het meest heeft ingezet voor een zaak die overeenstemt met het christelijk-sociaal gedachtegoed.
- In 2005 ging deze prijs, toen nog onder de naam Heiden van het Jaar, naar VVD'er Hans Wiegel, omdat deze was opgekomen voor de vrijheid van onderwijs.
- In 2006 ging de prijs, nu onder naam Engel van het Jaar, naar PvdA-Kamerlid Jeroen Dijsselbloem, omdat deze zich had verzet tegen 'bloot op televisie'.
- In 2007 ging de prijs naar Marianne Thieme, fractievoorzitter van de Partij voor de Dieren voor haar inzet voor dierenwelzijn in het algemeen en het feit dat ze haar rug recht hield toen zij werd bekritiseerd vanwege haar geloof.
- In 2008 ging de prijs naar Hans van Baalen, VVD-Kamerlid vanwege 'zijn voortdurende inzet voor mensenrechten en in het bijzonder de positie van onderdrukte christenen'.
- In 2009 ging de prijs naar Job Cohen (PvdA), burgemeester van Amsterdam, vanwege 'het verwerpen van een motie van de Amsterdamse gemeenteraad om organisaties met een levensbeschouwelijke visie geen werk meer aan te besteden, en zijn inzet voor prostituees in Amsterdam'.
- In 2010 won Fleur Agema, Tweede Kamerlid voor de PVV, de prijs vanwege haar inzet voor het ongeboren leven en het ter sprake brengen van het terugdringen van het aantal abortussen.
- In 2011 won Judith Sargentini, Europarlementariër voor GroenLinks, de prijs vanwege het opkomen voor Eerlijke Handel in Europa.
- In 2012 won Sharon Gesthuizen, (SP), de titel Engel van het Jaar 2012. Ze kreeg de onderscheiding vanwege haar inzet voor een menswaardig asielbeleid.
- In 2013 won Myrthe Hilkens (PvdA), de titel Engel van het Jaar 2013. Ze kreeg de onderscheiding vanwege haar inzet tegen mensenhandel.
- In 2014 ging de prijs "Engel van het Jaar" naar minister voor Buitenlandse Handel en Ontwikkelingssamenwerking Lilianne Ploumen (PvdA). Ze kreeg de onderscheiding vanwege haar inzet voor een eerlijke en veilige kledingindustrie en haar oproep aan kledingmerken om de slachtoffers van de instorting van het Rana Plaza te compenseren.
- In 2015 gaat de prijs naar VVD-politica dr. Neelie Kroes. Zij ontvangt deze onderscheiding als ambassadeur voor StartupDelta en oud-eurocommissaris namens de VVD vanwege haar grote inzet om Nederland internationaal als innovatief startup land neer te zetten.
- In 2016 heeft D66 politicus Jan Terlouw de "Engel van het Jaar" gekregen. Hij krijgt deze prijs vanwege zijn speech bij 'De Wereld Draait Door' op 30 november 2016. Hierin pleit de 85-jarige Terlouw voor een verbetering van de ‘vertrouwensdemocratie’, ook pleit hij voor een politieke reactie op de klimaatverandering.
- In 2017 werd er geen Engel van het Jaar verkozen.
- In 2018 werd Lisa Westerveld (GroenLinks) verkozen tot Engel van het Jaar. Zij kreeg deze onderscheiding voor haar werk voor het bijzonder onderwijs.
- In 2019 werd Lodewijk Asscher (PvdA) verkozen tot Engel van het Jaar. Hij kreeg de onderscheiding voor zijn werk binnen Coalitie-Y en de situatie van jongeren.
- In 2020 werd Renske Leijten verkozen tot Engel van het Jaar. Voor het eerst mochten leden hiervoor hun stem uitbrengen. Het bestuur nomineerde drie politici: Kirsten van den Hul (PvdA) voor haar inzet voor vluchtelingen aan de Europese Grenzen, Renske Leijten (SP) voor haar inzet in de toeslagenaffaire, en Sjoerd Sjoerdsma (D66) voor zijn inzet voor gewetensvrijheid van o.a. de Oeigoerse minderheid in China.
- In 2021 ging de prijs naar Salima Belhaj vanwege haar inzet voor de Afghaanse bevolking en evacuees. De andere genomineerden waren Daan de Kort en Tineke Strik.
- In 2022 kreeg Michiel van Nispen de prijs vanwege zijn inzet tegen de gokindustrie.
- In 2023 won Eric van der Burg de prijs voor zijn inzet op het asieldossier. De twee andere genomimeerden Hans Vijlbrief en Ulysse Ellian.
- In 2024 won  Femke Halsema als toonbeeld voor christelijk-sociale waarden.

## Landelijk voorzitters
| van            | tot            | naam                   |
| -------------- | -------------- | ---------------------- |
| september 2000 | april 2001     | Hans Valkenburg        |
| september 2000 | augustus 2001  | Annette van Kalkeren   |
| september 2001 | september 2002 | Bert Heuvelman         |
| september 2002 | september 2005 | Marcel Benard          |
| september 2005 | mei 2008       | Rogier Havelaar        |
| mei 2008       | juni 2010      | IJmert Muilwijk        |
| juni 2010      | juni 2012      | Robert Heij            |
| juni 2012      | juni 2014      | Maarten van Ooijen     |
| juni 2014      | juni 2016      | Erik-Jan Hakvoort      |
| juni 2016      | juni 2018      | Jarin van der Zande    |
| juni 2018      | juni 2020      | Siewerd de Jong        |
| juni 2020      | juni 2022      | Bina Chirino           |
| juni 2022      | juni 2023      | Jens Mostert           |
| juni 2023      | december 2023  | Nathánaël Post         |
| december 2023  | februari 2024  | Emily Timmer (interim) |
| februari 2024  | heden          | Jerke Setz             |